# Sirakélé
Sirakélé est une localité située dans le département de Tchériba de la province du Mouhoun dans la région de la Boucle du Mouhoun au Burkina Faso.

## Éducation et santé
Le centre de soins le plus proche de Sirakélé est le centre de santé et de promotion sociale (CSPS) de Tchériba tandis que le centre hospitalier régional (CHR) se trouve à Dédougou.